# ملكة جمال العالم 1977
ملكة جمال العالم 1977 هي مسابقة ملكة جمال العالم السابعة والعشرين في تاريخ مسابقة ملكة جمال العالم منذ انطلاقتها عام 1951، والتي عقدت في 17 نوفمبر 1977 في قاعة ألبرت الملكية في لندن، المملكة المتحدة. في نهاية الحدث توجت ماري آن كاترين ستافين من السويد. من قبل ملكة جمال العالم عام 1976، سيندي بريكسبير من جامايكا. حلت في مركز الوصيفة الأولى ملكة جمال هولندا انيك بيرندز، والوصيفة الثانية كانت داغمار وينكلر من ألمانيا، والوصيفة الثالثة مادالينا سباريني من البرازيل، والوصيفة الرابعة كانت سيندي دارلين ميلر من الولايات المتحدة. حصلت ماري ستافين على جائزة نقدية بقيمة 37000 دولار للفائز في المسابقة.

## لجنة التحكيم
قامت لجنة من عشرة حكام بتقييم أداء متسابقات ملكة جمال العالم عام 1977 القضاة هم:
- جوان كولينز - ممثلة ومؤلفة وكاتبة عمود إنجليزية.
- ميكي دولينز - ممثل، موسيقي، مخرج تلفزيوني أمريكي.
- كلود فرانسوا - مغني بوب وملحن وكاتب أغاني ومنتج موسيقى وعازف درامز وراقص فرنسي.
- إريك مورلي - مضيف تلفزيوني بريطاني ومؤسس مسابقة ملكة جمال العالم
- روبرت باول - ممثل إنجليزي.
- باري شين - متسابق بريطاني محترف للدراجات النارية.
- أوليفر توبياس - ممثل ومخرج سينمائي وتلفزيوني وممثل سينمائي نمساوي سويسري.

## النتائج

### المراكز النهائية
| النتائج النهائية      | المتنافسة |
| --------------------- | --- |
| ملكة جمال العالم 1977 | - السويد - ماري ستافين |
| الوصيفة الأولى        | - هولندا - انيك بيرندز |
| الوصيفة الثانية       | - ألمانيا - داغمار وينكلر |
| الوصيفة الثالثة       | - البرازيل - مادالينا سباريني |
| الوصيفة الرابعة       | - الولايات المتحدة - سيندي دارلين ميلر |
| الوصيفة الخامسة       | - المملكة المتحدة - مادلين كارين سترينغر |
| الوصيفة السادسة       | - أستراليا - جاي لين هوبويل |

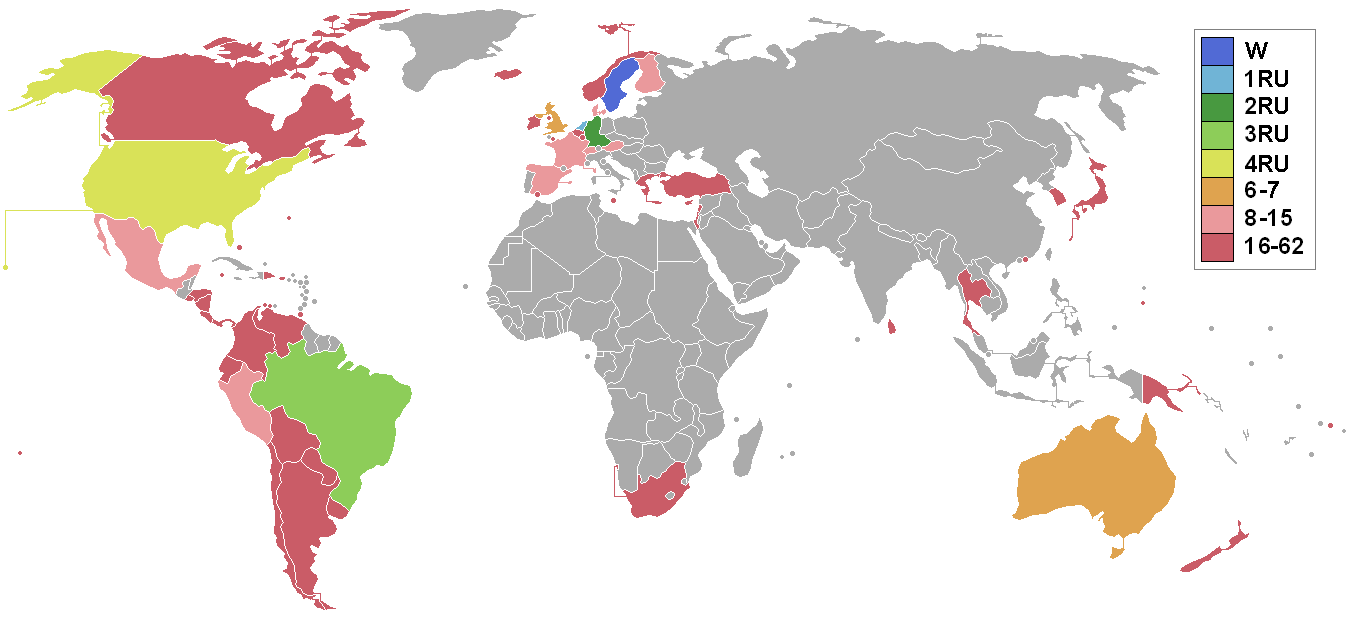
البلدان والأقاليم التي أرسلت مندوبين ونتائج لملكة جمال العالم 1977

| أفضل 15               | - النمسا - إيفا ماريا دورينغر - الدنمارك - أنيت ديبدال سيمونسين - فنلندا - آستا سيبالا - فرنسا - فيرونيك فاغوت - المكسيك - إليزابيث أغيلار غونزاليس - بيرو - ماريا إيزابيل فرياس زافالا - إسبانيا - غيليرمينا رويز دومينيك - سويسرا - دانييل باتريشيا هابرلي |

## المتسابقات
شارك ما مجموعه 62 متسابقًا في مسابقة ملكة جمال العالم 1977.
- الأرجنتين - سوزانا بياتريز ستيفانو
- أروبا - هيلين ماري كرويس
- أستراليا - جاي لين هوبويل[10]
- النمسا - إيفا ماريا دورينغر[10]
- باهاماس - لوري لي جوزيف
- بلجيكا - كلودين ماري فاسور
- برمودا - كوني ماري فيرث
- بوليفيا - إليزابيث يانون مورون
- البرازيل - مادالينا سباريني[2][3]
- كندا - ماريان ماكين
- جزر كايمان - باتريشيا جين جاكسون-باتينو
- تشيلي - آني ماري غارلينغ
- كولومبيا - ماريا كلارا أوبراين أيكاردي
- كوستاريكا - كارمن ماريا نونيز بينافيديس
- كوراساو - زومارا ماريا وينكلار
- قبرص - جورجيا جورجيو
- الدنمارك - أنيت ديبدال سيمونسين
- جمهورية الدومينيكان - جاكلين باتريشيا هيرنانديز
- الإكوادور - لوسيا ديل كارمن هيرنانديز كينونيز
- السلفادور - ماجالي فاريلا ريفيرا
- فنلندا - آستا سيبالا
- فرنسا - فيرونيك فاغوت
- ألمانيا - داغمار وينكلر[2][3]
- جبل طارق[9] - لورديس هولمز
- اليونان - لينا ايوانو
- غوام - ديانا هون
- هولندا - انيك بيرندز[2][3]
- هندوراس - ماريا مارلين فييلا
- هونغ كونغ - آدا لوي شو يانغ
- آيسلندا - سيغرليخ (ديلي) هالدورسدوتير
- جمهورية أيرلندا - لورين برناديت إنريكيز
- جزيرة مان - هيلين جان شيمين
- إسرائيل - يائيل هوفاف
- اليابان - تشيزورو شيجيمورا
- جيرزي - بلودوين بريتشارد
- كوريا - كيم سون أي
- لبنان - فيرا علوان
- لوكسمبورغ - جينيت هنرييت (جيني) كولينج
- مالطا - بولين لويس فاروجيا
- المكسيك - إليزابيث أغيلار غونزاليس
- نيوزيلندا - ميشيل جان هايد
- نيكاراجوا - بياتريز أوبريغون لاكايو
- النرويج - شيلد جيني أوتسين
- بنما - أنابيل فالارينو
- بابوا غينيا الجديدة - صياح كاروكورو
- باراغواي - ماريا إليزابيث جياردينا
- بيرو - ماريا إيزابيل فرياس زافالا
- بورتوريكو - ديدريانا (دي دي) ديل ريو
- ساموا - آنا ديسيما شميت
- جنوب أفريقيا - فانيسا ويننبرغ[10]
- إسبانيا - غيليرمينا رويز دومينيك
- سريلانكا - شارميني سيناراتنا
- السويد - ماري ستافين[2]
- سويسرا - دانييل باتريشيا هابرلي
- تاهيتي - تريز آمو
- تايلاند - سيريبورن سافانجلوم
- ترينيداد وتوباغو - مارلين فيلافانا
- تركيا - كامر بولوتوت
- المملكة المتحدة - مادلين كارين سترينغر[10]
- الولايات المتحدة - سيندي دارلين ميلر[2][3]
- أوروغواي - أدريانا ماريا أومبيير إسكوديرو
- فنزويلا - جاكلين فان دن براندن أوكويندو

## الروابط الخارجية
- موقع ملكة جمال العالم الرسمي